# Tex Willer
Tex Willer (noto anche col nome indiano Aquila della Notte) è un personaggio immaginario protagonista della serie a fumetti Tex, uno dei più conosciuti fumetti italiani di sempre, scritto e creato da Giovanni Luigi Bonelli e dal disegnatore Aurelio Galleppini nel 1948 e tuttora pubblicato da Sergio Bonelli Editore. Il personaggio, inizialmente uno dei tanti giustizieri solitari, ma ricercato dalla legge, conquista ben presto un posto di tutto rispetto nella storia del fumetto, venendo celebrato con varie iniziative nel corso degli anni oltre a essere oggetto di licenza, mostre, incontri, volumi di critica e testi di saggistica. Nel 1985 ne è stata realizzata una trasposizione cinematografica. La serie a fumetti della quale è protagonista è fra i fumetti italiani più noti e pubblicati all'estero, sia in Europa che in altri paesi del mondo; dopo oltre settant'anni continua a essere protagonista di nuove storie realizzate anche da autori stranieri e continuano a venire ristampate le precedenti.

## Genesi del personaggio

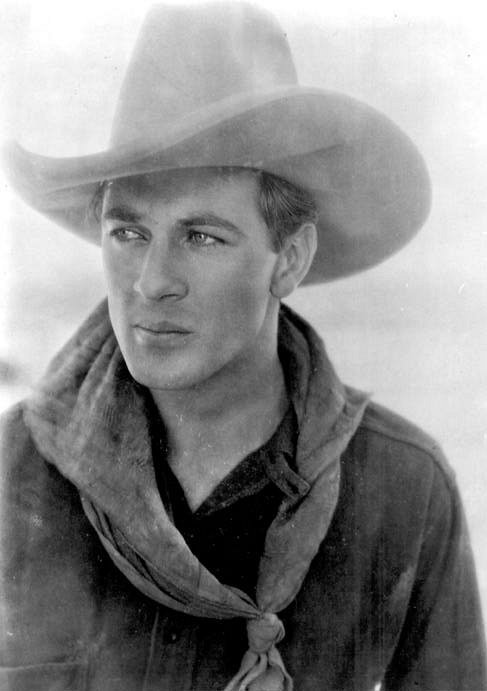
L'attore statunitense Gary Cooper, cui si ispirò Galep per dare un volto a Tex

Per il volto del personaggio, Galleppini si ispirò inizialmente all'attore Gary Cooper, per poi prendere a modello se stesso. I vari disegnatori che si sono avvicendati nel corso degli anni hanno dato un'interpretazione a volte molto personale del personaggio: è possibile ravvisare, di volta in volta, i lineamenti di John Wayne o di Clint Eastwood. A detta di Sergio Bonelli, con i suoi tratti marcati e le mascelle squadrate Tex ricorderebbe molto Charlton Heston.

## Personaggi correlati

### I compagni
- Kit Carson: amico e collega di Tex, compagno di molte sue avventure;

- Kit Willer: figlio di Tex e Lilyth, soprannominato Piccolo Falco dagli indiani Navajo, è l'inseparabile (nonche figlio) compagno di viaggio di Tex;

- Tiger Jack: indiano Navajo e fratello di Tex, è spesso rappresentato con Kit o in duo con Tex.

### Gli amici
- Montales el Desperado: amico messicano, che Tex aiuta per prendere il potere del Messico con il suo amico Perez;
- Gros-Jean: amico franco-canadese conosciuto a Dawson, che lo aiutò a smantellare la Banda degli Orsi.

## Storia editoriale
Il personaggio ha esordito in una serie omonima pubblicata dalle Edizioni Audace nel formato a strisce (16,5 × 8 cm) caratteristico dell'epoca all'interno della Collana del Tex della quale complessivamente vennero pubblicati in totale 973 numeri divisi in 36 serie con periodicità settimanale dal 1948 al 1967. La serie di storie inedite continuò in una collana in formato "Gigante" che comprendeva tre strisce per pagina, che esordisce nel 1958 ristampando integralmente gli episodi pubblicati nella collana a strisce - la quale era ancora pubblicata all'epoca - per poi incominciare a pubblicare storie inedite, in quanto il crescente successo della collana convinse l'editore a puntare su questa abbandonando il formato a strisce. Intanto dal n. 22 la pubblicazione modificò il nome da Serie gigante a Collana Tex gigante e, dal n. 162, assunse la denominazione definitiva di Tex. Dal 2018 l'editore pubblica una nuova serie di storie inedite dedicata al passato del personaggio nella serie Tex Willer.

## Caratterizzazione del personaggio

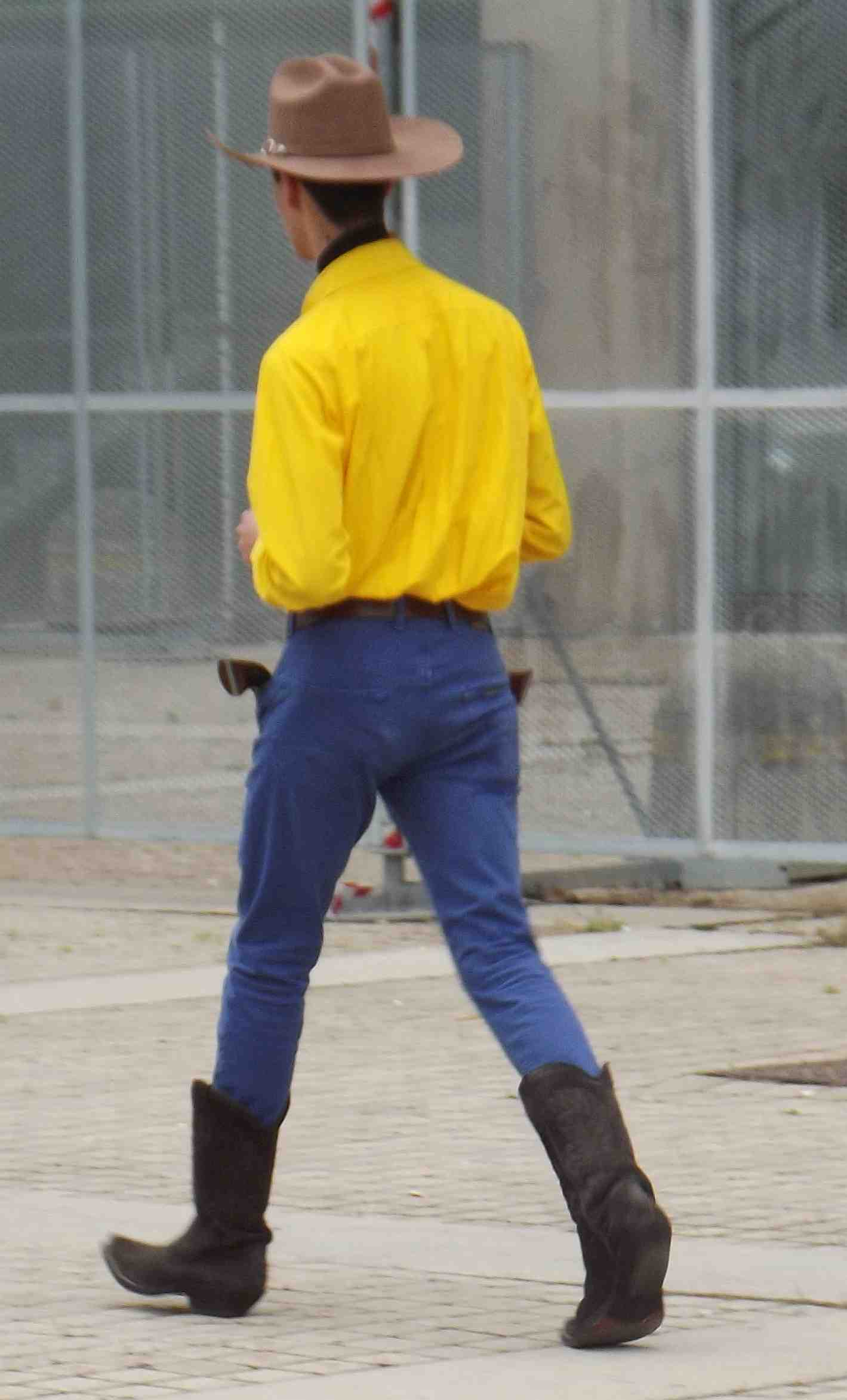
Un cosplayer che interpreta Tex alla ventesima edizione di Torino Comics.

Tex Willer è un ranger del Texas non inquadrato formalmente e come tale si qualifica frequentemente, esibendo, se occorre, la stella simbolo del corpo, anche se la sua attività di rappresentante della legge non è a tempo pieno, svolgendo missioni sia su richiesta del Comando che spontaneamente. Tex è anche il capo supremo di tutte le tribù Navajos, con il nome di Aquila della Notte. Inoltre assume su di sé anche l'incarico governativo di agente indiano della stessa nazione pellerossa.
Fisicamente Tex viene descritto come uomo ben piantato, dell'apparente età di 40-45 anni, forte e muscoloso, con un'elevata resistenza ed un fisico eccezionale, anche se va detto che si mostra di corporatura più o meno massiccia a seconda dell'interpretazione dei singoli disegnatori. Tex si presenta quasi sempre con gli stessi capi d'abbigliamento: un cappello tipo Stetson, una camicia di colore giallo (reso palese nelle copertine e negli albi a colori), fazzoletto nero annodato al collo, pantaloni stile jeans, un paio di stivali con annessi speroni ed, alla vita, il cinturone. Solo quando si trova presso la riserva o nelle avventure che hanno per protagonisti i nativi americani indossa abiti differenti: casacca indiana (che riporta su lato anteriore l'immagine di un'aquila nera), pantaloni a frange, mocassini indiani e una fascia Wampum alla testa decorata con simboli indiani che lo identifica come Sakem dei Navajo. In alcune occasioni indossa una camicia rossa (perché indeciso, l'editore alternava i colori della camicia, poi decidendo definitivamente per il giallo), da far presente, si ritiene a priori in ogni storia di quel colore la camicia, pur non colorato ma rappresentato come tutt'ora di consueto sul mensile in bianco e nero, mentre in collane nate per presentare a colori le storie del ranger, il problema o dubbio non persisee, potendo conststare di persona la camicia e colore di questa adottato.Ulteriore nota da dar presente,Nelle storie ambientate sui monti o in zone particolarmente fredde, indossa un pesante giaccone o un impermeabile(invariato o molto simile da episodio ad episodio, ma prende, come anche per i suoi compagni d'avventure).
Nelle sue avventure è di solito accompagnato dai suoi tre pards: Kit Carson (probabilmente ispirato all'omonimo personaggio del Far West, ma non alla sua biografia, i cui episodi non sono mai citati nel fumetto), anch'esso ranger; Kit Willer, suo figlio e della sua amata, Lilyth, una squaw navajo infine troviamo Tiger Jack, guerriero navajo e fratello di sangue dell'eroe, di quest'ultimo, recentemente approfonditi da altri dettagli in vari numeri della serie regolare, come anche di Kit carson, poi ristampati in formati di lusso(cartonati a colori)
Insieme percorrono deserti e praterie a protezione degli onesti cittadini, qualsiasi sia il colore della loro pelle, contro gli assalti dei fuorilegge, arrivando a farsi detestare da questi, che li considerano puro veleno (talvota con la nomea di satanassi/tizzoni d'inferno con la morte che li accompagna, anche se questi aggettivi li usano anche Tex ed i suoi compagni contro i loro nemici, specie se molto coriacei)
L'autore Gianluigi , per affermare ulteriormente l'inalterabile e spiccato senso di giustizia di Tex, che mirato e implacabile (oltre che indifferente al rango,ruolo,razza ed appartenenza dell'individuo complice o vittima delle malefatte, pur che si faccia giustizia), risponde che:
(Gianluigi Bonelli)
Replicando il classico esempio di eroe positivo senza macchia e senza paura, pur di far trionfare la giustizia è disposto anche a violare la legge, cosa molto frequente, specie nei racconti del cosiddetto periodo d'oro (all'incirca fino al n. 200 della serie regolare). Anche i suoi rapporti con i tutori dell'ordine (es: sceriffi) e le autorità costituite sono tutt'altro che idilliaci. Tex ha dalla sua una caratteristica precipua: nervi d'acciaio che gli consentono in ogni circostanza e in ogni pericolo di valutare la situazione e trovare una via di uscita. Questa particolare capacità gli permette di mettere in inferiorità psicologica l'avversario di turno, tanto da indurlo a sbagliare mira o, a volte, ad abbandonare la partita. Memorabile la roulette russa da lui ingaggiata in un saloon con il cattivo di turno Oswald Brenton.
Il rapporto del personaggio con le donne evolve nel tempo: nei primi albi compaiono diversi avvenenti personaggi femminili verso i quali mostra un certo interesse; ma dopo il matrimonio con Lilyth e la successiva morte di lei, scompare qualsiasi coinvolgimento emotivo verso altre donne che assumono il ruolo della persona da proteggere oppure della nemica. Sia Tex che i suoi pards sono rigidamente fedeli a una regola morale: non si spara alle donne, e infatti nessuna avversaria, per quanto pericolosa, è stata mai uccisa personalmente da Tex.

### Biografia

#### Tex classico
Il passato del personaggio viene narrato in forma di analessi, quando il gruppo dei pards si ferma a parlare seduto di fronte a un fuoco. Tex era un semplice cowboy e gestiva un ranch insieme al padre Ken e al fratello Sam nel sud del Texas, presso Rock Springs e le sorgenti del Nueces. Inizialmente ha anche un mentore: il pistolero Gunny Bill, anziano ma ancora molto svelto a maneggiare la Colt, che insegna a Tex molti trucchi per estrarla velocemente e migliorare la mira.
Nel 1857, durante una razzia, il padre di Tex viene ucciso dai banditi e Tex giura di vendicarlo, pur sapendo di andare contro la legge, sconfinando in Messico. Il fratello Sam non condivide il proposito. Dopo una lunga caccia ai banditi, guidati da John Coffin, uno scontro fatale con i Rurales causa la morte di Gunny. Tex uccide la maggior parte dei Rurales e seppellisce Gunny in Texas, vicino al suo ranch. Al ritorno, la morte di Gunny mette temporaneamente in conflitto Tex e Sam, tanto che Tex decide di lasciare il ranch al fratello per cercare miglior fortuna altrove. Trova lavoro al ranch dei Corlis come cavaliere per i rodei, guadagnandosi anche il fedele quanto prodigioso cavallo Dinamite.
In seguito viene a sapere che Sam, che ha acquistato un ranch più grande nei pressi di Culver City, è stato ucciso da un certo Tom Rebo per il possesso del ranch. Per vendicarne la morte, Tex dà la caccia al bandito, che ha termine solo con la sua uccisione. Tex diviene dunque un ricercato, accusato di omicidio.
Dopo aver distrutto la banda chiamata Mano Rossa e aver vendicato la sua famiglia, incontra Jeff Weber, un agente del Servizio Segreto, che lo convince a mettersi al servizio della legge come ranger presentandolo al capo del West Department, il maggiore Herbert Marshall, e al futuro pard Kit Carson. Rimarrà nei Rangers, nonostante alcuni dissapori iniziali con il maggiore.

Francobollo rappresentante Tex Willer

Tex sposò Lilyth, figlia del Sakem dei Navajos Freccia Rossa, entrando a far parte della tribù con l'appellativo di Aquila della Notte (nome che discende dal travestimento usato in quel periodo da Tex). Dalla loro unione nasce il suo unico figlio, Kit, che i Navajos chiamano Piccolo Falco. Lilyth morì prematuramente a causa di un'epidemia di vaiolo fatta scoppiare per vendetta da due loschi affaristi di Denver, Fred Brennan e Jim Teller, che Tex aveva fatto arrestare, distruggendo la loro organizzazione che smerciava armi ai nativi americani allo scopo di provocare una guerra. Tex e Kit Willer, ancora infante, scamparono al flagello perché, per puro caso, il bambino si era ammalato appena prima dello scoppio dell'epidemia, e Tex l'aveva portato alla missione di Taos, al fine di sottoporlo alle cure necessarie. Anni dopo, Tex ritroverà le tracce di Brennan (Teller era morto in una sparatoria poco dopo l'epidemia) e scatenerà su di lui la sua vendetta. Alla morte di Freccia Rossa, Tex eredita il comando del popolo Navajo. Tale carica gli impone anche di sorvegliare il tesoro dei monti Navajos, ossia i ricchissimi giacimenti auriferi custoditi da quelle montagne e che fanno gola a molti. Rimasto vedovo, Tex non si risposerà mai più, vivendo nel rispetto del ricordo di Lylith e punendo senza la minima pietà chiunque ne infanghi la memoria.
Tex partecipò in gioventù, in qualità di esploratore, alla guerra che contrappose l'Unione agli Stati Confederati d'America; malgrado le origini texane e quindi la provenienza da uno Stato Confederato, sia Tex che il suo amico "Damned" Dick Drayton decisero di schierarsi a favore dell'Unione. Al termine della battaglia di Shiloh, da lui definita "un inutile macello" e durante la quale morì un loro caro amico che combatteva sul fronte opposto (Rod Vergil), Tex decise assieme a Dick di abbandonare il servizio attivo per ricoprire il ruolo di porta-ordini o partecipare ad azioni di sabotaggio, evitando ove possibile conflitti armati con i soldati nemici.

#### Il revisionismo post-bonelliano
Se il creatore sviluppò la personalità e la storia del personaggio strada facendo e narrando pochi episodi ambientati nel passato (es. la partecipazione alla Guerra di Secessione) o che comunque affrontassero punti rimasti irrisolti (es. la morte della moglie), con il progressivo suo allontanamento dalla scrittura, subentrano altri autori.
Di questi Nolitta si disinteressa della biografia di Tex, Ruju e Nizzi se ne occupano solo in parte, invece Boselli interviene con pervasività e puntualità in modo sistematico riscrivendo buona parte della storia del personaggio.
L'introduzione della figura materna, il cui nome era Mae, solo accennata in precedenza viene presentata nell'albo Nueces Valley. Sempre nello stesso albo apprendiamo che Tex sarebbe nato attorno al mese di maggio del 1838. Dal racconto si viene a sapere che l'anno in cui si svolge la vicenda narrata dai flashbacks è il 1838, ma non il mese. Mae Willer dice che il figlio di cui è in attesa, cioè il futuro Tex Willer, "nascerà in maggio", mentre si apprende che rimase orfano di madre a cinque anni a causa di una febbre e che suo fratello Sam era di un anno più giovane. In questi anni, durante un'esplorazione nella prateria in compagnia di Clarence Hutchenrider, Rod Vergil e Damned Dick, conosce il sakem dei Pawnee Lupo Grigio e la di lui giovane figlia Tesah, eredi e custodi del sacro tesoro della tribù. L'onere di vegliare sul tesoro sarà poi ereditato da Tex stesso, che nasconderà i preziosi manufatti in una caverna a cui si può accedere solo nuotando sul fondo di un fiume.
In questi anni passati vivendo alla macchia e braccato dalla legge, Tex conosce Cochise, il capo degli Apaches Chiricahua, la cui nipote Nita salva dal terribile Verdugo (Comanchero, rapitore, trafficante e scalpatore di donne), e ne diviene fratello di sangue.
Altro particolare introdotto negli anni della guerra (in un periodo non precisamente identificato dopo l'aprile 1862) è lo scontro, assieme a Damned Dick, con i Jayhawkers del capitano Jude West e i Bushwhackers di Rhett Corrigan, guerriglieri rispettivamente appartenenti all'esercito nordista e alleati dei sudisti, che avevano cinto d'assedio la città di Glendale, nel Missouri. Le vicissitudini della guerra lo portarono, nel 1864, all'interno del campo di prigionia sudista di Anderville.
Nel giugno 1876 seguì, assieme a Kit Carson e su ordine del generale Davis loro amico, la colonna militare guidata da George Custer attraverso le Black Hills. Sopravvissuto per miracolo alla battaglia del Little Bighorn, Tex può dire (in realtà è Carson a dirlo) di essere l'ultimo uomo bianco che vide Custer vivo. Già un paio di anni prima i due si erano aggregati, come scout, alla colonna militare guidata da Custer stesso, che aveva la missione di esplorare le Colline Nere per scoprire se veramente vi era l'oro lassù. In quest'occasione Tex e Carson salvarono la vita al colonnello. Altri celebri personaggi dell'epopea del West americano conosciuti o affrontati da Tex sono Butch Cassidy, Sundance Kid e l'esercito di fuorilegge noto come "il mucchio selvaggio", Buffalo Bill, il giudice Roy Bean, Geronimo, Toro Seduto e Cavallo Pazzo, Buffalo Chief, Tonkawa e Quanah Parker, Calamity Jane, Hoodoo Brown, Dave Mather e la Dodge City Gang (tra cui "Dirty" Dave Rudabaugh e Joshua Webb), che ha contribuito a sgominare, il colonnello Ranald Slidell MacKenzie, detto "Mano Cattiva", Ned Buntline, Doc Holliday e Big Nose Kate, Bat Masterson. Ha aiutato a svelare la congiura che portò all'assassinio di Abraham Lincoln e assieme a Carson ha scoperto la verità sulla leggendaria miniera perduta dell'olandese. Pasquale Ruju ha dichiarato: "Il mio Tex ha un’impronta noir, una narrazione che riflette le mie esperienze letterarie, cinematografiche e di vita. Non ha dubbi o debolezze, perché Tex Willer non può averne, ma vive e agisce in un West realistico e documentato. Mi piace lavorare sui comprimari e sugli antagonisti. Loro sì, possono avere dubbi, debolezze, bontà e cattiveria molto umane e “moderne”. (https://www.farodiroma.it/intervista-a-pasquale-ruju-uno-degli-sceneggiatori-di-tex-ospite-di-giallo-flegreo-il-primo-festival-della-letteratura-gialla-flerea/).
Ulteriori dettagli sono aggiunti dalla serie in formato ridotto Tex Willer, varata nel 2018 e incentrata sulle gesta mai narrate del giovane cowboy negli anni da fuorilegge che in alcuni casi si trasforma in una vera e propria riscrittura delle prime avventure bonelliane. Ad esempio, come si giunse all'ormai celeberrima striscia di apertura de Il totem misterioso e come mai John Coffin dava la caccia a Tex; le avventure in Messico del giovane fuorilegge; il suo rapporto altalenante coi rappresentanti della legge e specialmente con l'agenzia Pinkerton e i Rangers; l'entrata in scena della sua nemesi, Mefisto.

## Poteri e abilità
Tex Willer non è dotato di alcun super potere, in compenso ha grandi abilità fisiche come un'eccezionale resistenza e capacità di recupero dalle ferite. Eroe dalle spiccate abilità nel combattimento corpo a corpo, è anche dotato di una mira infallibile, sia con le pistole Colt 45 (le sue armi preferite) che coi fucili Winchester.

### Abilità fisiche
È dotato di una tempra eccezionale che gli permette fra l'altro di sopportare la tortura senza lamentarsi; è stato colpito innumerevoli volte, principalmente ferite di striscio alla testa e agli arti superiori ma senza riportare gravi conseguenze e ristabilendosi di solito in brevissimo tempo.
Abile nella lotta e nel pugilato, riesce ad affrontare anche avversari più dotati fisicamente di lui nelle frequenti risse. È inoltre un vero campione nei duelli indiani col coltello o con la scure (che tuttavia tende a concludere, se possibile, senza spargimenti di sangue, ma atterrando a pugni l'avversario) ed è abilissimo ad imparare nuove tecniche di combattimento.

### Abilità tattiche e con le armi

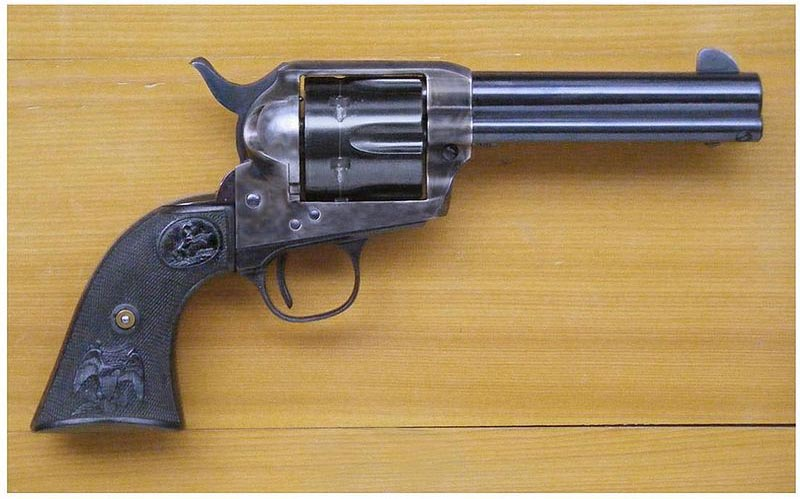
Colt Peacemaker in uso nel periodo in cui è ambientato il fumetto

Pur non avendo superpoteri, è un pistolero imbattibile e le armi che impiega abitualmente sono le seguenti:
- due Colt 45, maneggiate con ugual destrezza in quanto ambidestro, che utilizza nei duelli e negli scontri a fuoco ravvicinati. Pur essendo praticamente invincibile, anche contro più avversari, è stato battuto una volta in un duello, da Ruby Scott;[60] tuttavia l'avversario ricorreva a un trucco, avendo la fondina in grado di ruotare (lo "swivel") ed essendo dunque in grado di sparare senza dover estrarre la pistola. Ripresosi dalle ferite, Tex affrontò di nuovo Ruby Scott e lo sconfisse.
- carabina Winchester, che adopera per colpire bersagli anche a grande distanza, sempre con una mira eccezionale.
- coltello, inserito in una fondina dietro la cintura oppure sulla schiena, nascosto sotto la camicia, utilizzato nei combattimenti corpo a corpo e spesso scagliato, con notevole precisione; per ogni evenienza, come recidere le corde che legano i polsi, custodisce una lama nel tacco degli stivali.
- arco e frecce, nel cui uso, seppur sporadico, dimostra abilità ben prima del suo incontro con i Navajos, da cui ha appreso anche a lanciare il tomahawk.

Meno frequentemente, in caso di necessità, Tex ha usato cannoni Howitzer, mitragliatrici Gatling, e soprattutto candelotti di dinamite.
Abile stratega, pur non avendo frequentato accademie militari, in diverse situazioni mostra una notevole competenza nel predisporre piani strategici, nell'organizzare trappole o agguati, anche se più che alle tattiche militari tende ad affidarsi alle tecniche di guerriglia che ha assimilato sul campo dai pellerossa, dai quali ha appreso altre abilità come il riconoscimento delle tracce e dei versi degli animali. In più occasioni dimostra di disporre di notevoli capacità analitiche, basate sulla deduzione logica.

### Altre abilità
Il personaggio è un eccezionale cavallerizzo grazie anche all'apprendimento delle tecniche dei Navajo: riesce a cavalcare e sparare contemporaneamente e sa domare qualsiasi cavallo; uno di questi, Dinamite, diverrà il suo fedele destriero per parecchi anni.
È inoltre un abile giocatore di poker.

## Sviluppi futuri
In due distinte occasioni sono stati proposti passaggi di un possibile epilogo della saga texiana.
La prima ipotetica parte è proposta nel romanzo Tex Willer – Il romanzo della mia vita, dove si racconta di un'intervista a Tex, ormai 61enne, condotta nel 1899 dal giornalista Jack Granger che si reca alla riserva navajo per sentire dalla viva voce del ranger la sua storia. Si apprende che accanto a Lilyth ora riposa anche il suo amico Kit Carson, e che lui è in procinto di raggiungere il figlio Kit insieme a Tiger Jack per una nuova avventura. Aquila della Notte glissa su alcune domande di Granger circa la sorte di Mefisto, Montales, El Morisco e Jim Brandon promettendo che ne avrebbe accennato in una futura occasione.
La seconda è proposta nell'albo fuori serie L'eroe e la leggenda, nel quale appare un presunto Carson ancora vivo, ma molto anziano: siamo infatti nel ventesimo secolo. Il sedicente Carson è ospite di un ospizio a New York e racconta a uno scrittore, che di cognome fa Bonelli, l'aneddoto del primo incontro con l'amico. Incidentalmente si viene a sapere che Tex dovrebbe essere deceduto, anche se Carson non spiega nulla dell'evento. Non vengono neanche rivelati i motivi che hanno portato il vecchio ranger così lontano dall'Arizona, né che fine hanno fatto gli altri due pards assieme ai quali viveva da anni.